# Lillsund
Lillsund är ett sund i Estland.   Det ligger mellan öarna Moon och Ösel i den västra delen av landet, 140 km sydväst om huvudstaden Tallinn.